# Pandolfo IV Malatesta
Pandolfo IV Malatesta, soprannominato Pandolfaccio (Rimini, 5 luglio 1475 – Roma, giugno 1534), è stato un condottiero italiano, signore di Rimini e di altre città della Romagna.

## Biografia
Pandolfo era figlio naturale di Roberto Malatesta, alla morte del quale (1482) venne creato Capitano Generale della Repubblica di Venezia. Quattro anni più tardi venne creato Cavaliere dal re Alfonso II di Napoli.
Nel 1495, fomentato dai Veneziani, prese parte alla Battaglia di Fornovo e successivamente assediò la fortezza milanese di Novara, occupata dai francesi, nel corso dell'omonimo assedio. La violenza di Pandolfo e i delitti di cui fu responsabile lo resero inviso a molti: nel 1497, un tentativo di rapimento fallito di una giovane ragazza scoppiò in una rivolta a Rimini, che poté sopprimere solo con l'intervento veneziano. Fuggì ad un altro complotto nel 1498.
Nello stesso 1498 Pandolfo aveva "uno favorito chiamato Borso da Ferrara, huomo za [già] assa' dato a le sue volontà, et tanto era amato dal signor [Pandolfo], che li donoe [donò], tra le altre cosse, el palazzo di signori Malatesti [...] la qual esso Borso la fece vi fusse hostaria. Sicché questo Borso è causa di tutti li inconvenienti".
Due anni dopo, Cesare Borgia invase i territori di Pandolfo e papa Alessandro VI, padre di Cesare, lo scomunicò. Abbandonato dai suoi alleati, Pandolfo venne costretto a vendere Rimini per 2.900 ducati, lasciandola a Venezia per i successivi anni. Alla morte di Alessandro, colse l'occasione della malattia di Cesare Borgia per attaccare e conquistare Rimini nel 1503, ma senza un successo definitivo. Nel 1509, prese parte alla battaglia di Agnadello, e dopo la sconfitta veneziana, cambiò schieramento e si sottomise all'imperatore del Sacro Romano Impero. Successivamente assediò Padova, ma venne forzato a fare ritorno al suo feudo di Cittadella, che gli venne ufficialmente assegnato nel 1512. Tornò poi a Venezia.
Nel 1522, Pandolfo, assieme al figlio Sigismondo, riuscì ad ottenere Rimini per un breve periodo. Nel 1527, dopo il Sacco di Roma e la cattura del papa Clemente VII, i due Malatesta tentarono nuovamente di impossessarsi dei loro antichi territori, ma vennero scacciati dai mercenari papali.
Visse infine in povertà a Ferrara gli ultimi giorni della sua vita, sotto la protezione del duca Alfonso d'Este. Morì nel 1534 a Roma. Venne sepolto nella chiesa di Santa Maria in Trastevere.

## Discendenza
Pandolfo sposò nel 1489 Violante Bentivoglio di Bologna ed ebbero sette figli:
- Sigismondo (1498-1543), condottiero;
- Roberto (?-linciato durante una rivolta a Pitigliano 1546);
- Isabella;
- Annibale, morto in giovane età;
- Ginevra (?-dopo il 1567), sposò nel 1533 Lodovico degli Obizzi (?-1537/1540); l'Ariosto e Tasso le dedicarono versi[5][6];
- Malatesta (?-dopo il 23 maggio 1549), condottiero al servizio della Serenissima; governatore di Peschiera e di Treviso;
- Galeotto (?-assassinato 1543), condottiero al servizio della Serenissima.

Rimasto vedovo, sposò Ippolita Tebaldi, con cui si stabilì a Roma ed ebbe due figli:
- Valerio;
- Cassandra.

Ebbe anche un figlio naturale:
- Scipione.

## Ascendenza
|                                                  |   |                      | Genitori               |  |  | Nonni |  |  | Bisnonni                                |  |  | Trisnonni                               |  |
|                                                  |   |                      |                        |  |  |       |  |  | Pandolfo III Malatesta, signore di Fano |  |  | Galeotto I Malatesta, signore di Rimini |  |
|                                                  |   |                      |                        |  |  |       |  |  | Pandolfo III Malatesta, signore di Fano |  |  | Galeotto I Malatesta, signore di Rimini |  |
|                                                  |   | Gentile da Varano    |                        |  |  |       |  |  | Pandolfo III Malatesta, signore di Fano |  |  |                                         |  |
| Sigismondo Pandolfo Malatesta, signore di Rimini |   |                      |                        |  |  |       |  |  | Pandolfo III Malatesta, signore di Fano |  |  |                                         |  |
|                                                  |   | Antonia da Barignano | Giacomino di Barignano |  |  |       |  |  |                                         |  |  |                                         |  |
|                                                  |   | Antonia da Barignano | Giacomino di Barignano |  |  |       |  |  |                                         |  |  |                                         |  |
|                                                  |   | Antonia da Barignano | …                      |  |  |       |  |  |                                         |  |  |                                         |  |
| Roberto Malatesta, signore di Rimini             |   | Antonia da Barignano |                        |  |  |       |  |  |                                         |  |  |                                         |  |
|                                                  |   | Galeotto Toschi      | …                      |  |  |       |  |  |                                         |  |  |                                         |  |
|                                                  |   | Galeotto Toschi      | …                      |  |  |       |  |  |                                         |  |  |                                         |  |
|                                                  |   | Galeotto Toschi      | …                      |  |  |       |  |  |                                         |  |  |                                         |  |
| Vannetta Toschi                                  |   | Galeotto Toschi      |                        |  |  |       |  |  |                                         |  |  |                                         |  |
|                                                  |   | …                    | …                      |  |  |       |  |  |                                         |  |  |                                         |  |
|                                                  |   | …                    | …                      |  |  |       |  |  |                                         |  |  |                                         |  |
|                                                  |   | …                    | …                      |  |  |       |  |  |                                         |  |  |                                         |  |
| Pandolfo IV Malatesta, signore di Rimini         |   | …                    |                        |  |  |       |  |  |                                         |  |  |                                         |  |
|                                                  | … | …                    |                        |  |  |       |  |  |                                         |  |  |                                         |  |
|                                                  | … | …                    |                        |  |  |       |  |  |                                         |  |  |                                         |  |
|                                                  | … | …                    |                        |  |  |       |  |  |                                         |  |  |                                         |  |
| …                                                | … |                      |                        |  |  |       |  |  |                                         |  |  |                                         |  |
|                                                  |   | …                    | …                      |  |  |       |  |  |                                         |  |  |                                         |  |
|                                                  |   | …                    | …                      |  |  |       |  |  |                                         |  |  |                                         |  |
|                                                  |   | …                    | …                      |  |  |       |  |  |                                         |  |  |                                         |  |
| Elisabetta Aldobrandini                          |   | …                    |                        |  |  |       |  |  |                                         |  |  |                                         |  |
|                                                  |   | …                    | …                      |  |  |       |  |  |                                         |  |  |                                         |  |
|                                                  |   | …                    | …                      |  |  |       |  |  |                                         |  |  |                                         |  |
|                                                  |   | …                    | …                      |  |  |       |  |  |                                         |  |  |                                         |  |
| …                                                |   | …                    |                        |  |  |       |  |  |                                         |  |  |                                         |  |
|                                                  |   | …                    | …                      |  |  |       |  |  |                                         |  |  |                                         |  |
|                                                  |   | …                    | …                      |  |  |       |  |  |                                         |  |  |                                         |  |
|                                                  |   | …                    | …                      |  |  |       |  |  |                                         |  |  |                                         |  |
|                                                  |   | …                    |                        |  |  |       |  |  |                                         |  |  |                                         |  |